# Кійовиці
Кійовиці (пол. Kijowice, нім. Vogelgesang) — село в Польщі, у гміні Берутув Олесницького повіту Нижньосілезького воєводства.
Населення — 180 осіб (2011).
У 1975-1998 роках село належало до Вроцлавського воєводства.

## Демографія
Демографічна структура станом на 31 березня 2011 року:
|          | Загалом | Допрацездатний вік | Працездатний вік | Постпрацездатний вік |
| -------- | ------- | ------------------ | ---------------- | -------------------- |
| Чоловіки | 77      | 11                 | 61               | 5                    |
| Жінки    | 103     | 24                 | 63               | 16                   |
| Разом    | 180     | 35                 | 124              | 21                   |